# Cochemiea estebanensis
Cochemiea estebanensis es una especie de planta suculenta perteneciente al género Cochemiea, dentro de la familia Cactaceae. Es endémica del noroeste de México (Isla San Esteban) y anteriormente se le conocía como Mammillaria estebanensis.

## Descripción
Cochemiea estebanensis es una especie de cactus que crece tanto de forma individual como en grupos. Los tallos son cilíndricos, de color verde grisáceo con el ápice redondeado y crecen hasta 50 cm de alto y de 6 a 10 cm de diámetro. 
Los tallos están cubiertos de tubérculos piramidales dispuestos en espiral, no producen savia lechosa (látex) y sus axilas (espacio que hay entre los tubérculos) están cubiertas de lana con 5 a 8 cerdas, cada una de hasta 0,8 cm de largo. Sobre ellas se asientan areolas donde se distingue una única espina central de color marrón con la punta oscura. Es de forma recta o ganchuda y mide entre 0,4 y 1,5 cm de largo. También hay de 15 a 22 espinas radiales en forma de aguja, rectas y de color marrón a dorado o blanco, con 1 cm de largo. 

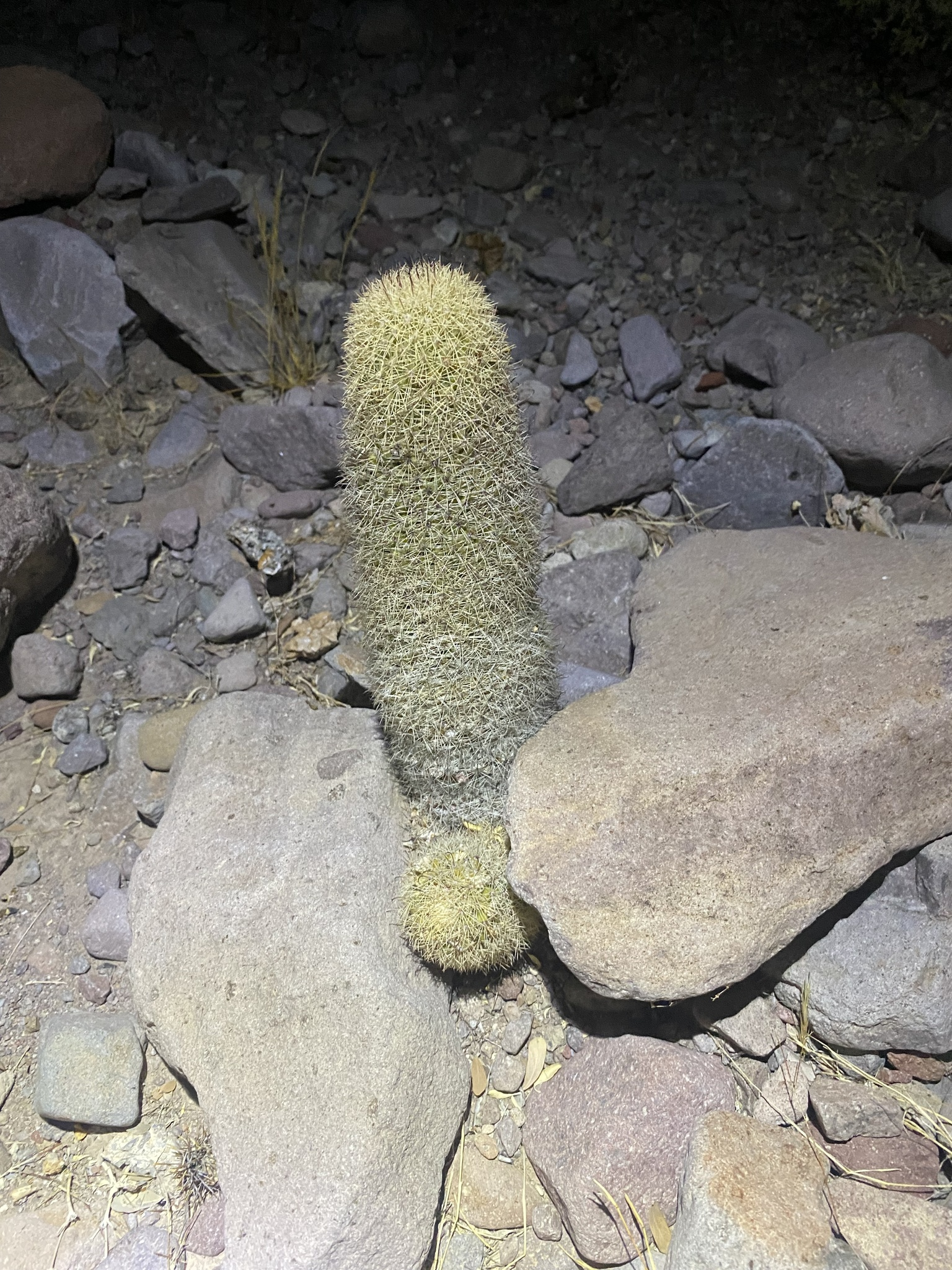
En su hábitat

Las flores tienen forma de embudo o de campana, son blancas y miden hasta 2 cm de largo y 2,5 cm de diámetro. Los frutos son rojos y contienen semillas negras en su interior.

## Distribución y hábitat
El área de distribución nativa de esta especie es el noroeste de México (Isla San Esteban) y crece principalmente en biomas desérticos o de matorrales secos.

## Taxonomía
La primera descripción de esta especie fue como Mammillaria estebanensis , publicada en 1967 por el botánico estadounidense George Edmund Lindsay en la revista científica Cactus and Succulent Journal 39: 31.
Posteriormente, los botánicos Peter B. Breslin y Lucas C. Majure colocaron la especie en el género Cochemiea, pasando a llamarse Cochemiea estebanensis y anotando estos cambios en la revista científica Taxon 70: 319 en el año 2021.
Etimología
- Cochemiea: nombre genérico que hace referencia a la tribu indígena Cochimí, que en el pasado ocupó un gran territorio de Baja California y cuya área es parte del área de distribución natural de este género.
- bullardiana: epíteto específico que hace referencia a la presencia de la especie en la Isla San Esteban (México).[4]

Sinonimia
- Cochemiea dioica subsp. estebanensis (G.E.Linds.) Doweld (2000)
- Mammillaria angelensis var. estebanensis (G.E.Linds.) Repp. (1987)
- Mammillaria dioica subsp. estebanensis (G.E.Linds.) D.R.Hunt (1998)
- Mammillaria dioica f. estebanensis (G.E.Linds.) Neutel. (1986)
- Mammillaria estebanensis G.E.Linds. (1967)

## Usos
Se cultiva principalmente como planta ornamental y su propagación se realiza a través de esquejes o semillas.